# Tropheus moorii
Espèce
Statut de conservation UICN

 LC  : Préoccupation mineure
Tropheus moorii est une espèce des poissons téléostéens de la famille des Cichlidés endémique du lac Tanganyika.